# Italienische Davis-Cup-Mannschaft
Die italienische Davis-Cup-Mannschaft ist die Tennisnationalmannschaft Italiens. Organisiert wird sie durch die Federazione Italiana Tennis e Padel. Der Davis Cup ist der wichtigste Wettbewerb für Nationalmannschaften im Herren-Tennis, analog zum Fed Cup bei den Damen.

## Geschichte
Italien spielt seit 1922 im Davis Cup. 1960 erreichte die Mannschaft erstmals das Finale, musste sich aber der australischen Mannschaft mit 1:4 geschlagen geben. Im folgenden Jahr erreichten die Italiener erneut das Finale, verloren aber wieder gegen Australien mit 0:5. Erst 1976 gelang es ihnen den Davis Cup zu gewinnen. Im Finale traten sie gegen Chile an und gewannen mit 5:0.
1977 verloren sie wieder gegen Australien mit 0:5. 1979 und 1980 erreichten sie beide Male das Finale, konnten sich aber nicht durchsetzen. Der letzte Finaleinzug des 20. Jahrhunderts war 1998, als sie sich der schwedischen Mannschaft geschlagen geben mussten.
Am Anfang des 21. Jahrhunderts fiel die italienische Mannschaft mehrmals aus der Weltgruppe heraus, konnte sich aber ab 2012 wieder dort etablieren.
Nach der Umstellung des Spielbetriebs des Davis Cups im Jahr 2019, konnte sich Italien jedes Jahr für die finale Gruppenphase qualifizieren. Nach einer Halbfinalteilnahme im Jahr 2022 erreichte Italien 2023 das Finale, wo sie nach Einzelsiegen von Matteo Arnaldi und Jannik Sinner die australische Davis-Cup-Mannschaft besiegten und sich damit den zweiten Davis-Cup-Sieg nach 1976 sicherten.

## Mannschaft
Für Italien kamen bislang 82 Spieler zum Einsatz. Der jüngste Spieler, der jemals in einer Begegnung Italiens eingesetzt wurde, war Diego Nargiso mit 17 Jahren und 327 Tagen am 5. Februar 1988. Mit 38 Jahren und 279 Tagen bestritt der Rekord-Davis-Cup-Spieler Nicola Pietrangeli als ältester eingesetzter Spieler seine letzte Davis-Cup-Begegnung für Italien. Pietrangeli gewann insgesamt 120 Matches und 78 im Einzel, beide sind Rekord im Wettbewerb. Die 82 Spieler sind:
1. Matteo Arnaldi
2. Mino Balbi di Robecco
3. Corrado Barazzutti
4. Matteo Berrettini
5. Massimo Bertolini
6. Paolo Bertolucci
7. Simone Bolelli
8. Renato Bossi
9. Daniele Bracciali
10. Cristian Brandi
11. Omar Camporese
12. Francesco Cancelotti
13. Paolo Canè
14. Vanni Canepele
15. Cristiano Caratti
16. Eugenio Castigliano
17. Marco Cecchinato
18. Flavio Cipolla
19. Flavio Cobolli
20. Simone Colombo
21. Cesare Colombo
22. Vittorio Crotta
23. Giovanni Cucelli
24. Oscar De Minerbi
25. Umberto De Morpurgo
26. Giorgio De Stefani
27. Marcello Del Bello
28. Rolando Del Bello
29. Alberto Del Bono
30. Massimo Di Domenico
31. Gaetano di Maso
32. Ezio Di Matteo
33. Alessio di Mauro
34. Fabio Fognini
35. Renzo Furlan
36. Giorgio Galimberti
37. Stefano Galvani
38. Fausto Gardini
39. Placido Gaslini
40. Andrea Gaudenzi
41. Alessandro Giannessi
42. Paolo Lorenzi
43. Federico Luzzi
44. Gianluca Mager
45. Antonio Maggi
46. Giordano Majoli
47. Stefano Mangold
48. Marzio Martelli
49. Pietro Marzano
50. Giuseppe Merlo
51. Martin Mulligan
52. Lorenzo Musetti
53. Massimiliano Narducci
54. Diego Nargiso
55. Mosé Navarra
56. Gianni Ocleppo
57. Giovanni Palmieri
58. Claudio Panatta
59. Adriano Panatta
60. Stefano Pescosolido
61. Nicola Pietrangeli
62. Claudio Pistolesi
63. Gianluca Pozzi
64. Ferrucio Quintavalle
65. Augusto Rado
66. Davide Sanguinetti
67. Vincenzo Santopadre
68. Andreas Seppi
69. Emanuele Sertorio
70. Clemente Serventi
71. Jannik Sinner
72. Orlando Sirola
73. Lorenzo Sonego
74. Potito Starace
75. Sergio Tacchini
76. Valentino Taroni
77. Laurence Teleman
78. Stefano Travaglia
79. Andrea Vavassori
80. Gino Vido
81. Filippo Volandri
82. Antonio Zugarelli

## Finalteilnahmen
Die Ergebnisse der Finalteilnahmen werden aus italienischer Sicht angegeben.
| Jahr | Finalort          | Finalgegner        | Ergebnis |
| ---- | ----------------- | ------------------ | -------- |
| 1960 | Sydney            | Australien         | 1:4      |
| 1961 | Melbourne         | Australien         | 0:5      |
| 1976 | Santiago de Chile | Chile              | 4:1      |
| 1977 | Sydney            | Australien         | 0:5      |
| 1979 | San Francisco     | Vereinigte Staaten | 0:5      |
| 1980 | Prag              | Tschechoslowakei   | 1:4      |
| 1998 | Mailand           | Schweden           | 1:4      |
| 2023 | Málaga            | Australien         | 2:0      |
| 2024 | Málaga            | Niederlande        | 2:0      |